# Charles Chamberland
Charles Chamberland (12 tháng 3 năm 1851 - 2 tháng 5 năm 1908) là một người Pháp nhà vi trùng học từ Chilly-le-Vignoble trong khoa Jura làm việc với Louis Pasteur.

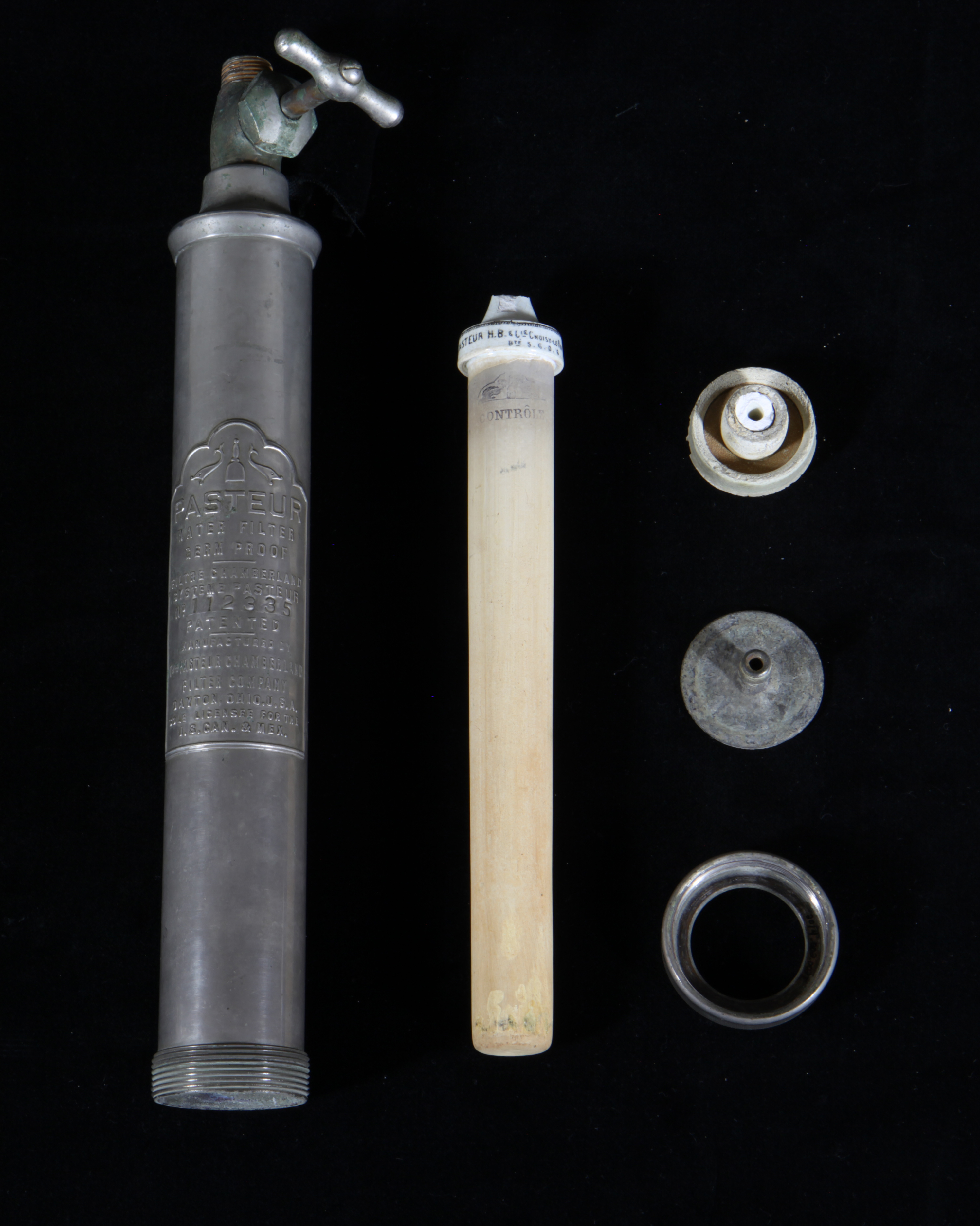
Các thành phần của bộ lọc Pasteur-Chamberland

Năm 1884, ông đã phát triển một loại lọc được biết đến ngày nay là bộ lọc Chamberland hoặc bộ lọc Chamberland-Pasteur, một thanh sứ sứ không tráng men. Bộ lọc có lỗ nhỏ hơn vi khuẩn, do đó có thể truyền dung dịch chứa vi khuẩn qua bộ lọc và loại bỏ hoàn toàn vi khuẩn khỏi dung dịch. 
Chamberland cũng được ghi nhận đã bắt đầu một dự án nghiên cứu dẫn đến việc sáng chế ra thiết bị nồi hấp vào năm 1879.
Ông làm việc với Pasteur và tình cờ, với một loại vắc-xin tụ huyết trùng gà. Ông đi nghỉ, quên tiêm thuốc vào một số con gà như đã nói. Khi quay lại, ông nhìn thấy lọ vi khuẩn ngồi bên cạnh và nghĩ rằng dù sao ông cũng sẽ tiêm nó vào gà. Trước sự kinh ngạc của ông, chúng đã không chết. Ông báo cáo điều này với Pasteur, người bảo ông tiêm một dạnh tươi vào gà. Ông tiếp tục tiêm mẫu tươi vào cùng một con gà và chúng không chết. Ông đã tìm thấy một loại vắc-xin. Họ cũng đã phát hiện ra rằng một dạng bệnh yếu có thể hoạt động như một loại vắc-xin.